# Kampin keskus

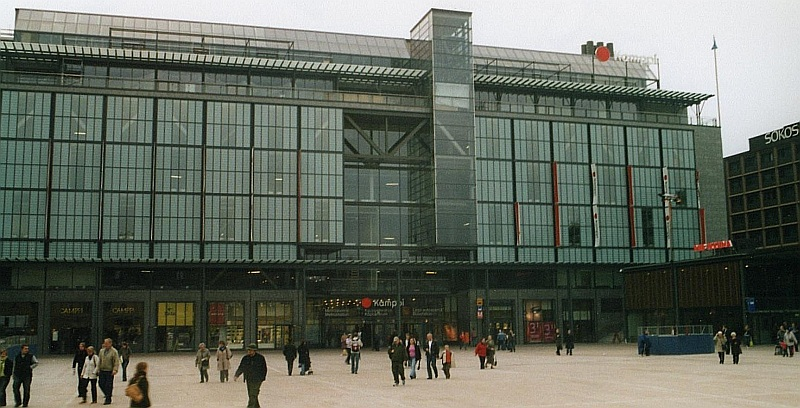
Das Kampin keskus vom Platz Narinkkatori aus gesehen

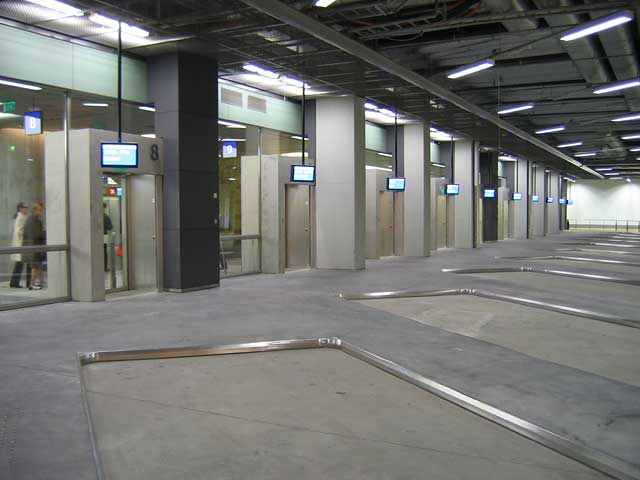
Der Langstreckenbusterminal im Kampin keskus (von Bussteig-Seite)

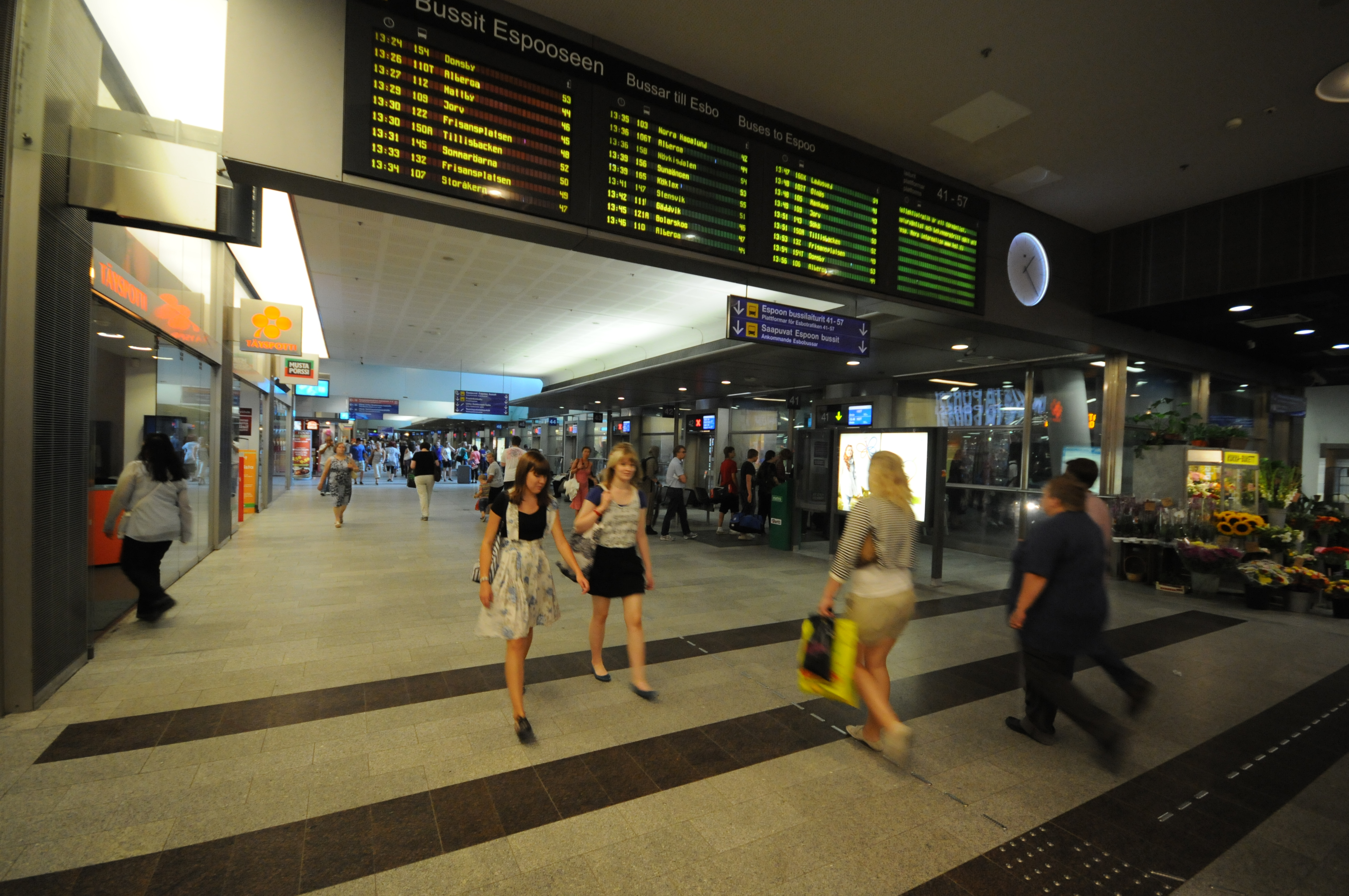
Busterminal von innen

Kampin keskus („Zentrum Kamppi“) ist ein Komplex im Stadtteil Kamppi der finnischen Hauptstadt Helsinki, der sowohl eins der größten Einkaufszentren Finnlands als auch einen der meistfrequentierten Busbahnhöfe Europas beherbergt.
Im Herbst 2002 begann auf dem Gelände eines der ehrgeizigsten Bauvorhaben in der jüngeren Geschichte Helsinkis. Für den Neubau des Kampin keskus wurde eine 300 × 100 × 10 Meter große Baugrube ausgehoben.
Das Bauwerk beherbergt unter anderem zwei unterirdische Busbahnhöfe:
- Espoon terminaali für den Busverkehr zwischen Helsinki und Espoo (1000 Abfahrten täglich)
- Helsingin linja-autoasema für den Fernverkehr (700 Busse am Tag)

Diese Busterminals werden jeden Tag von insgesamt etwa 200.000 Fahrgästen benutzt. Zur Lenkung dieser Menschenströme wurde für rund 2 Millionen Euro ein dynamisches Fahrgastinformationssystem für Fahrgäste und Busfahrer installiert.
Die insgesamt 55 Bussteige liegen in einer Tiefgarage und sind durch Glaswände von den Wartehallen getrennt. Erst nach der Ankunft des Busses gibt der Busfahrer die Tür seines Gates frei und empfängt die Reisenden.
Am 2. Juni 2005 wurde der erste Bauabschnitt (die wenige Tage später in Betrieb genommenen Busterminals, der neue Zugang zur Metro und ein Fünftel der Geschäftsflächen) von Präsidentin Tarja Halonen für die Öffentlichkeit freigegeben. Das ebenfalls zu dem Komplex gehörende Einkaufszentrum und die in den oberen Stockwerken gelegenen, exklusiven Wohnungen wurden im März 2006 eröffnet.